# Robert Shirley

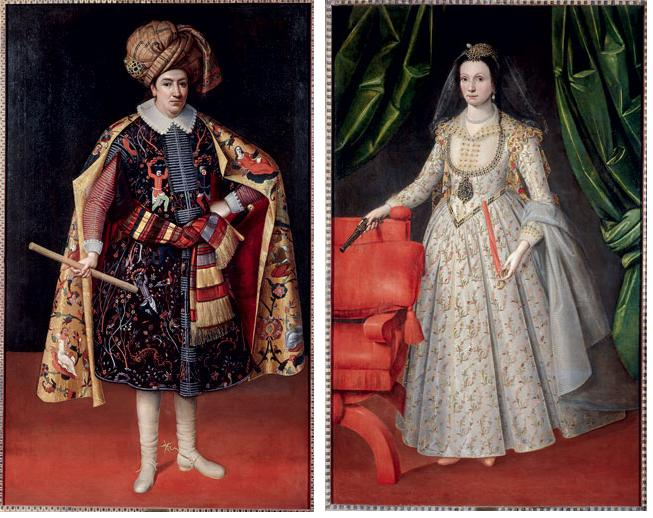
Retrato doble de Robert Shirley y su mujer circasiana Teresia, c.1624–1627. Él lleva la ropa persa que tanto impresionó a sus anfitriones europeos, pero también sostiene una pistola y un reloj de bolsillo, los símbolos de la tecnología europea que entonces se introducía a Persia.

Robert Shirley (c. 1581-13 de julio de 1628) fue un viajero y aventurero inglés, hermano menor de Anthony Shirley y de Thomas Shirley. Se hizo notable por ayudar a modernizar, a petición del Shah Abás el Grande, el ejército persa siguiendo el modelo británico. Esto demostró su utilidad cuando el ejército persa enfrentó poco después con éxito al del imperio otomano.

## Datos biográficos
Robert Shirley fue el tercer hijo  de Sir Thomas Shirley de Wiston, Sussex, y Anne Kempe, la hija de Thomas Kempe (f. el 7 de marzo de 1591) de Olantigh en Wye, Kent, Inglaterra. Tuvo dos hermanos mayores, Thomas Shirley y Anthony Shirley, ambos miembros de la Cámara de los Comunes, además de seis hermanas.
Shirley viajó a Persia en 1598, acompañando a su hermano, Anthony quien fue a la Persia safávida, del 1 de diciembre de 1599 a mayo de 1600, con 5000 caballos, para entrenar al ejército persa según las normas de la milicia inglesa y para renovar su artillería. Cuando Anthony Shirley dejó Persia, Robert se quedó  con otros catorce ingleses. Allí, en febrero de 1607,  se casó con una dama de la nobleza circasiana safávida. Su esposa fue conocida en el oeste como la Señora Teresia Sampsonia Shirley.

En 1608 el sah Abás envío a Shirley de regreso a Europa en una misión diplomática ante el rey Jacobo I de Inglaterra y otros príncipes europeos, para convencerlos de unirse contra el imperio otomano. Después de la intervención inglesa los persas se apuntaron una victoria aplastante sobre los otomanos durante la guerra persa - otomana.

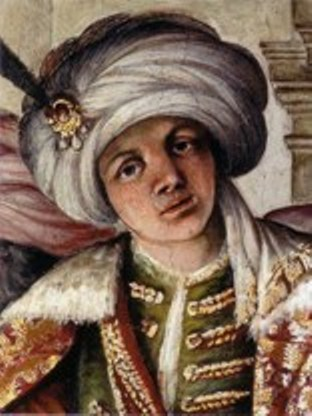
Pintura de Robert Sherley visitando al Papa Paulo V en 1611, Sala dei Corazzieri, Palazzo del Quirinale, Roma. Pintado en 1615–1616.

Shirley viajó a la República de las Dos Naciones, donde  fue recibido por Segismundo III Vasa. Poco más tarde, llegó a Alemania donde recibió el título de Conde Palatino y fue nombrado Caballero del Sacro Imperio Romano Germánico por el emperador Rodolfo II. El papa Paulo V también le confirió el título de condea. Robert viajó después a Florencia y luego a Roma. Visitó también Milán, y después fue a Génova, desde donde se embarcó a España, llegando a Barcelona en diciembre de 1609. Mandó entonces traer a su mujer persa, para quedarse ambos en España, principalmente en Madrid, hasta el verano de 1611.

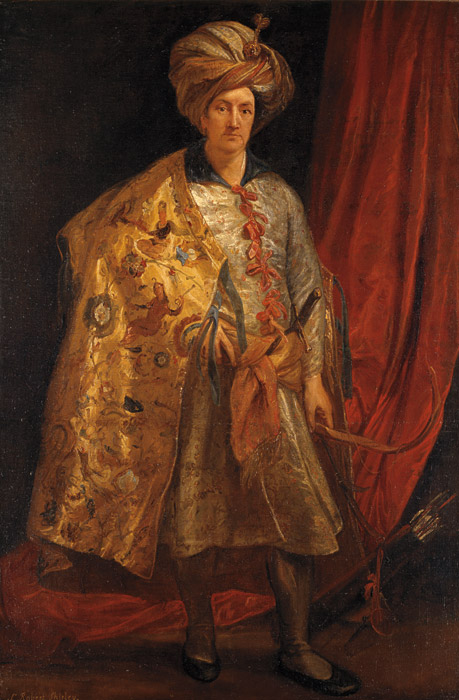
Señor Robert Shirley, por Anton van Dyck, pintado en Roma en 1622.

En 1613 Shirley regresó a Persia. En 1615 a Europa de nueva cuenta quedando en Madrid como residente. 
El tercer viaje de Shirley a Persia fue iniciado en 1627 cuando acompañó a Dodmore Cotton, primer embajador británico ante el reino de Persia, pero poco después de llegar murió en Qazvin, en el actual Irán. Su mujer Teresia se trasladó a Roma llevando con ella las cenizas de su marido e internándose en un convento de la misma ciudad donde murió en 1668.

## En el arte
Hay varios retratos dípticos de Shirley y su mujer en colecciones inglesas, incluyendo la colección privada de R. J.  Berkeley y de la Casa de Petworth  (por Anton van Dyck).

## En la literatura
Las proezas de los hermanos Shirley fueron dramatizados en 1607 en la obra de John Day, William Rowley y George Wilkins, con el título de Los viajes de tres hermanos ingleses.
En 1609, Andreas Loeaechius , un escocés residente en Cracovia, Polonia, escribió un panegírico en latín sobre Shirley que tituló Encomia Nominis & Neoocij D. Roberti Sherlaeii. Este texto fue traducido ese mismo año al inglés por el escritor inglés Thomas Middleton como Sir Robert Sherley his Entertainment in Cracovia.